# Австралийски Алпи
Австралийските Алпи (на английски: Australian Alps) е планинска система в югоизточната част на Австралия, в щатите Виктория и Нов Южен Уелс, най-високата част на Голямата вододелна планина. Дължината ѝ е около 400 km, широчина до 150 km, а средната ѝ надморска височина 1700 – 2000 m. В планинския масив Снежни планини се издига най-високата точка на континента Австралия – връх Косцюшко 2228 m.
Австралийските Алпи представляват високо издигнат хорстов масив, разделен от разломи на отделни блокови хребети: Снежни планини, Гурок, Монаро, Мунионг, Бари и др., изградени са от палеозойски кварцити, шисти и варовици, пронизани от гранитни интрузии. Най-високите им части носят следи от плейстоценско заледяване. От северозападните им склонове водят началото си река Мъри, големият ѝ десен приток Марамбиджи и няколко нейни леви притоци, а от югоизточните – реките Сноу Ривър, Мичъл и др., вливащи се в Тасманово море. Склоновете на планината на височина до 1200 – 1300 m са заети от гъсти гори, съставени от евкалипти, дървовидни папрати и други, а нагоре следват келяви гори, храсти, планински пасища и острицови блата.